# Buchnera vandenberghenii
Buchnera vandenberghenii är en snyltrotsväxtart som beskrevs av R. Mielcarek. Buchnera vandenberghenii ingår i släktet Buchnera och familjen snyltrotsväxter. Inga underarter finns listade i Catalogue of Life.